# Richard von Coudenhove-Kalergi
Richard Nikolaus Eijiro von Coudenhove-Kalergi (16. studenog 1894. – 27. srpnja 1972. ) bio je austrijski političar i jedan od prvih promotora europskog ujedinjenja u 20. stoljeću.

## Rane godine i obitelj
Po ocu, potječe iz austrijske grofovske obitelji von Coudenhove-Kalergi: "von Coudenhove" u tom obiteljskom imenu dolazi od Flamanskog plemstva, a "Kalergi" od grčkog (bizantskog) plemstva s Krete. Njegova majka Mitsu Aoyama je bila Japanka iz buržujske obitelji. Rođen je u Tokyu gdje je njegov otac grof Heinrich von Coudenhove-Kalergi bio veleposlanik Austro-Ugarske. Veći dio mladosti je proveo na obiteljskom veleposjedu u Češkoj (Poběžovice), kao drugi od sedmero djece svojih roditelja: njegov otac se potrudio da Richarda i njegovog godinu dana starijeg brata Johannesa nauči mađarski i ruski jezik (grof Heinrich von Coudenhove-Kalergi je govorio čak 16 jezika), te dobro poduči mačevanju i streljaštvu, "kako ih se nitko ne bi usudio izazvati na dvoboj", što je u ono doba predstavljao nemali rizik za živote plemenitaške sinova.
Oženio se 1915. godine, još kao student. Mladenka Ida Roland nije bila iz plemenitaške obitelji, bila je Židovka, razvedena i po zanimanju glumica. Bila je i 13 godina starija od Richarda. Richardova obitelj je taj brak isprva vrlo teško prihvatila. Nakon smrti Ide Roland (1881. – 1951.) 1952. godine se oženio groficom Alexandrom von Tiele iz Švicarske. Nakon što je i ova bila umrla 1968. godine, oženio se 1969. godine austrijskom Židovkom Melanie Benatzky Hoffmann. Nije imao vlastite djece, ali su njegove prve dvije supruge prije braka s njime imale po jedno dijete – Ida kćer Eriku, a Alexandra sina Alexandra.
Nakon raspada Austro-Ugarske, uzeo je čehoslovačko državljanstvo; 1939. godine je postao i francuskim državljaninom. Njegov glavni jezik je ostao njemački. 

## Pokretanje Paneuropskog pokreta
Nakon što je 1917. godine doktorirao u Beču s tezom Die Objectivität als Grundprinzip der Moral ("Objektivnost kao temeljno načelo morala"), 1923. godine (kao 29-godišnjak, dakle) objavljuje prvu svoju knjigu "Pan-Europa" – zapravo manifest nove organizacije imenom "Paneuropska unija, koju je on pokrenuo godinu dana ranije, 1922. godine. 1922. postao je član lože Humanitas u Beču.
Od 1924. do 1938. godine Richard von Coudenhove-Kalergi uređuje časopis Paneuropa; u razdoblju 1925. – 1928. god. objavljuje svoje kapitalno djelo Kampf um Paneuropa (Borba za Paneuropu).
Prema Coudenhove-Kalergiju, Pan-Europa bi uzela neke dobre elemente od Austro-Ugarske, u jednom obliku koji bi morao biti prilagodljiviji i kompetitivniji; stanovnici "Pan-Europe" bi uz svoj jezik govorili još i engleski. Smatrao je da "socijalizam" i "individualizam" treba ugraditi u forme uzajamne suradnje i međusobnog obogaćivanja – nadvladavajući nagone za borbom između ta dva načela. 
Na prvom kongresu Paneuropske unije održanom uz sudjelovanje čak dvije tisuće delegata u Beču 1926. godine, izabran je Richard von Coudenhove-Kalergi za predsjednika Središnjeg vijeća te prve organizacije koja se u 20. stoljeću zauzimala za međunarodno povezivanje europskih država i naroda na demokratskim osnovama; takvu ulogu je nastavio obnašati sve do svoje smrti.
Tijekom 1920-ih i 1930-ih godina uspio je za paneuropsku ideju pridobiti razne vrlo istaknute političare. Adolf Hitler je snažno kritizirao tu ideju, a i općenito liberalne ideje koje je javno zastupao Richard von Coudenhove-Kalergi, koji je posve jasno kritizirao preveliko jačanje državne vlasti koje su u to doba zagovarali i ljevičarski i desničarski rakidalizmi. 1937. godine objavljuje knjigu Totaler Staat – Totaler Mensch, koja će se 1938. godine prevesti na engleski jezik i objavljiti pod imenom The Totalitarian State Against Man: u toj svojoj knjizi on vrlo odlučno kritizira idejne postavke i praktične oblike vladavine talijanskog fašizma, ruskog komunizma i njemačkog nacizma, ideologija koje su vodile istom rezultatu – totalitarnoj državi. Kao javni protivnik nacizma i hitlerovskog antisemitizma, Richard von Coudenhove-Kalergi je odmah nakon Njemačkog priključenja Austrije 1938. godine preko Čehoslovačke izbjegao u Francusku, čije državljanstvo prima već 1939. godine; potom odlazi u Sjedinjene Američke Države, te II. svjetski rat provodi u New Yorku. Ondje susreće Otta von Habbsurga, poslije dugogodišnjeg najbližeg suradnika u vođenju Paneuropske unije.

## Protivnik antisemitizma
U vrijeme uspona nacizma, Richar von Coudenhove-Kalergi se – kao na njemačkom govornom području potvrđeni intelektualac – iskazuje kao protivnik antisemitizma. S Heinrichom Mannom, Arthurom Holitscherom, Lionom Feuchtwangerom i Maxom Brodom sudjeluje u pisanju i objavljivanju knjižice "Gegen die Phrase vom jüdischen Schädling" ("Protiv fraze o židovskim štetočinama").
Već je prije u svojoj knjizi "Praktični idealizam" (Praktischer Idealismus) iz 1925. godine na najpohvalniji način govorio o Židovima, koje sagledava kao izvor kršćanske misli, a time i europske kulture, te kao pripadnike zajednice koja je zbog specifičnog društvenog položaja koji im je bio nametnut naposljetku postala rasadnik brojnih intelektualaca, te može dati važan doprinos stvaranju nove europske elite ("novog plemstva" koje će vladati Europom), u jednom – kako on predviđa – budućem nacionalno i rasno izmješanom europsko-afričkom stanovništvu koje će nastati u budućnosti.

## Uspjeh paneuropske ideje
U povijesnom govoru Winston Churchilla održanom u Zürichu 1946. godine, u kojem s Churchill založio za "Sjedinjene Europske Države", izrijekom se i uz najveće pohvale spominje Richarda von Coudenhove-Kalergija i rad Paneuropske unije.
1947. godine uspijeva R. von Coudenhove-Kalergi organizirati Europsku parlamentarnu uniju – nominalno privatnu organizaciju koja se sastojala od članova parlamenata različitih zemalja, koja je promicala ideju zajedničkog europskog tržišta, te bliske međunarodne suradnje demokratskih europskih zemalja – i koja je bila svojevrsna preteča Vijeća Europe koje je osnovano 1950. godine.
Sukladno demokratskim idejama za kakve se zalagao Paneuropski pokret, ubrzo je Vijeće Europe donijelo (Europsku) Konvenciju za zaštitu ljudskih prava i temeljnih sloboda, postavivši temelj jednog europskog zajedništva u demokraciji sazdanoj na načelima poštovanja ljudskih prava i sloboda – u opreci s totalitarnim ideologijama fašizma i komunizma koje su u to vrijeme predstavljale realne alternative za budućnost Europe.
1955. godine je počeo promovirati Beethovenovu Odu radosti za europsku himnu; taj je prijedlog 1971. godine prihvatilo Vijeće Europe.
Čitav svoj književnički i politički rad posvetio je zalaganju za promicanje suradnje između europskih naroda i poštovanje ljudskih prava. Zapamćen je kao borac protiv antisemitizma, kao antifašist i antikomunist. 

## Djela
- Pan-Europa. (1923.)
- Europa erwacht! (1923.)
- Praktischer Idealismus. (1925.)
- Kampf um Paneuropa. (1925. – 1928.)
- Totaler Mensch – Totaler Staat. (1937.)
- Die Europäische Nation. (1953.)
- Ein Leben für Europa. (1966.)
- Weltmacht Europa. (1971.)

## Vanjske poveznice
- | Logotip Zajedničkog poslužitelja | Zajednički poslužitelj ima još gradiva o temi Richard von Coudenhove-Kalergi |
- Hrvatska Paneuropska Unija